# جنگلی (قلعه‌گنج)
جنگلی، روستایی در دهستان چاه دادخدا بخش چاه دادخدا شهرستان قلعه‌گنج در استان کرمان ایران است.

## جمعیت
بر پایه سرشماری عمومی نفوس و مسکن در سال ۱۳۹۵، جمعیت این روستا برابر با ۱۵۹ نفر (۴۹ خانوار) بوده‌است.